# أنتوني آشلي كوبر، إيرل شافتسبري السابع
كان أنتوني آشلي كوبر، إيرل شافتسبري السابع، الحائز على وسام فارس الرباط، الملقب باللورد آشلي منذ 1811 حتى 1851، (28 أبريل 1801-1 أكتوبر 1885) سياسيًا بريطانيًا محافظًا، ومُحسِنًا ومصلحًا اجتماعيًا. كان الابن الأكبر لإيرل شافتسبري السادس وزوجته، السيدة آن سبنسر، ابنة دوق مارلبورو الرابع، والأخ الأكبر لعضو البرلمان هنري آشلي. بدأ آشلي حملة من أجل تحسين ظروف العمل، وإصلاح قوانين الأمراض العقلية، والتعليم، والحد من عمالة الأطفال، بصفته مصلحًا اجتماعيًا أُطلِق عليه اسم «إيرل الفقراء». كان أيضًا من أوائل المؤيدين للحركة الصهيونية، وجمعية الشبان المسيحيين، وكان شخصية قيادية في الحركة الإنجيلية في كنيسة إنجلترا.

## الحياة السياسية
انتُخِب آشلي كعضو من حزب المحافظين في البرلمان عن دائرة وودستوك الانتخابية (مجلس محلي يسيطر عليه دوق مارلبورو) في يونيو 1826، وكان مؤيدًا قويًا لدوق ويلينغتون آرثر ويلزلي. عرض جورج كانينغ على آشلي مكانًا في الحكومة الجديدة، بعد أن حل جورج محل اللورد ليفربول كرئيس للوزراء، وذلك على الرغم من أن آشلي كان في مجلس العموم منذ خمسة أشهر فقط. رفض آشلي بأدب، وكتب في مذكراته أنه يعتقد أن الخدمة تحت قيادة كانينغ ستكون خيانة لولاءه لدوق ويلينغتون، وأنه غير مؤهل لتولي المنصب. عُيِّن آشلي في ثلاث لجان برلمانية قبل أن يكمل عامًا واحدًا في مجلس العموم، وتلقى تعيينه الرابع في المجلس في يونيو 1827، عندما عُيِّن في اللجنة المختارة للمرضى العقليين الفقراء في مقاطعة ميدلسكس وفي المصحات النفسية.

## الإصلاح الديني

### الحركة الصهيونية
كان آشلي (الذي عُرِف بعد وفاة والده باسم اللورد شافتسبري) تابعًا لحركة الإنجيلية الأنجليكانية القبألفية، وكان مؤمنًا بالمجيء الثاني القريب للمسيح، وأكد إيمانه الحاجة الملحة لاتخاذ إجراءات فورية. عارض بشدة طقوس الكنيسة الرومانية الكاثوليكية بين الكنيسة الأنجليكانية العليا، ورفض السمات الكاثوليكية لحركة أكسفورد في كنيسة إنجلترا، واستنكر قانون كلية ماينوث لعام 1845، الذي مول المدرسة الكاثوليكية في أيرلندا، والذي كان من شأنه تدريب العديد من القساوسة. لم يتفق آشلي مع والده، بل فضل التحرر الكاثوليكي.
كان آشلي شخصية بارزة في الإنجيلية الأنجليكانية في القرن التاسع عشر. كان أيضًا رئيسًا لدار الكتاب المقدس البريطانية والأجنبية منذ عام 1851 حتى وفاته في عام 1885. كتب عن دار الكتاب المقدس: «هذا الدار هو الأقرب إلى قلبي من بين جميع دور الكتب، ولطالما كان دار الكتاب المقدس شعارًا في منزلنا». استلم آشلي أيضًا رئاسة التحالف الإنجيلي لبعض الوقت.

كان آشلي أيضًا طالبًا لدى إدوارد بيكرستث، اللذان أصبحا من دعاة المسيحية الصهيونية في بريطانيا. كان أيضًا من أوائل المؤيدين لإعادة اليهود إلى الأرض المقدسة، إذ قُدِّم الاقتراح الأول من قبل سياسي كبير لإعادة توطين اليهود في فلسطين. أدى غزو بلاد الشام في عام 1831 على يد محمد علي باشا، حاكم مصر حينها، إلى تغيير الظروف التي تعمل بموجبها سياسات القوة الأوروبية في الشرق الأدنى. أدى هذا التغيير إلى تمكن آشلي من المساعدة في إقناع وزير الخارجية بالمرستون بإرسال القنصل البريطاني، جيمس فين، إلى القدس في عام 1838. أصبح آشلي رئيسًا لجمعية لندن لتعزيز المسيحية بين اليهود، وكان فين عضوًا بارزًا فيها. جادل آشلي، وهو مسيحي ملتزم وإنجليزي مخلص، من أجل عودة يهودية بسبب ما رآه من المزايا السياسية والاقتصادية التي ستكسبها بريطانيا من هذا، وبسبب اعتقاده أيضًا أنها كانت إرادة الله. نشر آشلي في يناير 1839 مقالًا في مجلة كوارترلي ريفيو قدم فيه الاقتراح الأول من قبل سياسي كبير لإعادة توطين اليهود في فلسطين؛ وذلك على الرغم من تعليقه في البداية على كتاب رسائل عن مصر الذي كُتِب في عام 1838، وكتاب إدوم والأراضي المقدسة (1838) للورد ليندسي، وجاء في المقال:
تتكيف تربة فلسطين ومناخها بشكل فريد مع نمو الإنتاج المطلوب لمتطلبات بريطانيا العظمى. يمكن الحصول على أجود أنواع القطن بكميات غير محدودة تقريبًا. الحرير والفوة هما العنصران الأساسيان في البلاد، وزيت الزيتون الآن، الذي لطالما كان دهن الأرض. رأس المال والمهارة مطلوبان وحدهما. يمكن أن يؤدي وجود ضابط بريطاني، وزيادة أمن الممتلكات التي سيوفرها وجوده، إلى دعوتهم من هذه الجزر إلى زراعة فلسطين، وإن اليهود، الذين لن يراهنوا على الزراعة في أي أرض أخرى، بعد أن وجدوا في القنصل الإنجليزي وسيطًا بين شعبهم والباشا، سيعودون على الأرجح بأعداد أكبر، وسيصبحون مرة أخرى رعاة يهودا والجليل.
-نور مصالحة 2014، صفحة 83
كانت الفترة التي سبقت حرب القرم (1854)، مثل التوسع العسكري لمحمد علي قبل عقدين من الزمن، إيذانًا بانفتاح لإعادة الاصطفافات في الشرق الأدنى. كتب آشلي في يوليو 1853 إلى رئيس الوزراء، اللورد أبردين، أن بلاد الشام كانت «دولة بلا أمة بحاجة إلى أمة بدون دولة. هل هناك شيء من هذا القبيل؟ لأتأكد من ذلك، فهناك أسياد الأرض القدامى والشرعيون، اليهود!». كتب في مذكراته في ذلك العام: «هذه المناطق الشاسعة الخصبة ستصبح قريبًا بلا حاكم، وبدون سلطة معروفة ومعترف بها للمطالبة بالسيطرة. يجب تخصيص الإقليم لشخص أو آخر. هناك دولة بدون أمة، والله الآن بحكمته ورحمته يوجهنا إلى أمة بلا دولة». يُشار إلى ذلك عادة على أنه استخدام مبكر لعبارة «أرض بدون شعب لشعب بدون أرض»، والتي كان آشلي يكررها وراء مؤيد بريطاني آخر، الدكتور ألكسندر كيث، لإعادة اليهود إلى فلسطين.

### جمعية قمع تجارة الأفيون
عمل آشلي كأول رئيس لجمعية قمع تجارة الأفيون، وهي مجموعة ضغط مكرسة لإلغاء تجارة الأفيون. شُكِّلت الجمعية من قبل رجال أعمال تابعين لجمعية الأصدقاء الدينية (الكويكرز) في عام 1874، وكان آشلي رئيسًا منذ عام 1880 حتى وفاته. أدت جهود الجمعية في النهاية إلى إنشاء لجنة التحقيق الملكية حول الأفيون.

## نافورة شافتسبري التذكارية
صُممت نافورة شافتسبري التذكارية في ميدان بيكاديلّي بلندن في عام 1893 لإحياء ذكرى أعماله الخيرية. توِّجت النافورة بتمثال الإله أنتيروس العاري ورامي السهام ذو الأجنحة الفراشية، والمصنوع من الألمنيوم، لألفرد غيلبرت. حمل التمثال رسميًا عنوان ملاك المحبة المسيحية، ولكنه أصبح معروفًا على نطاق واسع إذا كان يُعرف عن طريق الخطأ باسم إيروس. يظهر التمثال على ترويسة صحيفة إيفينينغ ستاندرد.

## التكريم
كان اللورد شافتسبري عضوًا في جمعية كانتربري، وذلك مع اثنين من أبناء ويلبرفورس، صموئيل وروبرت. انضم اللورد آشلي في 27 مارس 1848. تُقام ذكرى أنتوني آشلي كوبر في كنيسة إنجلترا في يوم 1 أكتوبر.